# René Pannier
René Leon Henri Pannier (Assebroek, 11 december 1913 - Brugge, 14 februari 1994) was een Belgisch arts, cardioloog en hoogleraar.

## Familie
René Pannier werd geboren in het gezin van de provinciale directeur van belastingen voor West-Vlaanderen op het Ministerie van Financies, Arthur Pannier en van Adèle Van Hecke. De familie Pannier woonde ononderbroken in Brugge sinds de 17de eeuw.
Hij trouwde met Jacqueline De Winter, dochter van de Brugse longarts en kunstmecenas Louis De Winter en ze kregen twee zonen en vijf dochters. Zijn broer, Robert Pannier, werd longarts en docent aan de Rijksuniversiteit Gent.

## Studies
Na middelbare studies aan het Koninklijk Atheneum in Brugge, studeerde Pannier geneeskunde aan de Universiteit in Gent en promoveerde in 1938 tot doctor in de genees-, heel- en verloskunde. Het jaar daarop werd hij laureaat van de wedstrijd voor reisbeurzen, ingericht door de Belgische staat.
Tijdens zijn studies werkte hij in het laboratorium voor pathologische anatomie van professor Goormachtigh. Hij onderzocht er het sympathische zenuwstelsel van de hart- en bloedvaten. In 1935 werd hem hiervoor de prijs Boddaert toegekend.
Hij vervolgde het wetenschappelijk onderzoek als assistent en vervolgens als geassocieerde bij het Nationaal Fonds voor Wetenschappelijk Onderzoek (NFWO) en werkte in het laboratorium voor Farmacologie en Algemene Therapie, dat geleid werd door Nobelprijswinnaar Corneel Heymans. Hiervoor ontving hij in 1946 de J. F. Heymansprijs van de Koninklijke Academie voor Geneeskunde van België. Op basis van het uitgevoerde onderzoek schreef hij zijn eindverhandeling, waarmee hij in 1946 het aggregaat voor het hoger onderwijs in de cardiologie behaalde.

## Voortgezette universitaire opleiding
In 1942 werd Pannier assistent in de dienst voor inwendige geneeskunde van de universiteit in Gent, die werd geleid door professor Paul Regniers. Van hieruit werd Pannier uitgezonden om zich in de cardiologie te specialiseren. In 1939-1940 werkte hij aan het Institut Solvay in Brussel, onder de leiding van professor P. Rylant, en in 1940-1942 in het Sint-Pietershospitaal in Brussel, onder de leiding van professor Lequime. Vervolgens trok hij naar Parijs waar hij studeerde onder de leiding van de professoren Laubry en Lenègre. In 1946 ging hij ook nog werken bij professor Nylin in Stockholm.
In 1947 trok hij voor een jaar naar de Verenigde Staten en werkte er in Boston bij professor White, een van de drie wetenschappers die over het syndroom van Wolff-Parkinson-White onderzoek hadden gedaan. Hij vervolgde in Ann Arbor bij dr. Wilson, specialist in geleidingsstoornissen en werkte ook bij dr. George Burch, de uitgever van het toonaangevende The American Heart Journal.

## Universitaire loopbaan
Al in 1942 assistent geworden, werd Pannier in 1948 plaatsvervangend docent bij professor Regniers voor het vak Inwendige pathologie van hart- en bloedvaten. In 1954 werd hij benoemd tot docent en belast met de cursus cardiologie. In 1960 werd hij buitengewoon hoogleraar en in 1964 gewoon hoogleraar aan de Rijksuniversiteit Gent. Hij was de eerste aan wie de specifieke leeropdracht 'hart- en vaatziekten' aan deze universiteit werd opgedragen. Hij gaf enerzijds theoretisch en praktisch onderwijs in de hart- en bloedvatenpathologie, maar werd ook directeur van het cardiologisch centrum van de universiteit.
Tijdens de laatste jaren van zijn professoraat was hij tevens diensthoofd van de afdeling intensieve zorgen in de universitaire kliniek.
Pannier specialiseerde zich in het zenuwsysteem van het hart, in de geleidingsstoornissen en in de hemodynamica bij kleplijden en bij aangeboren hartafwijkingen.
Met grote aandacht volgde hij de aanzienlijke evoluties binnen de hartchirurgie. Hij was een van de eersten in België om de hartkatheterisatie toe te passen.

## Publicaties
Pannier heeft vele wetenschappelijke bijdragen gepubliceerd op het vlak van cardiologie, histologie en histopathologie, o.m.:
- Onderzoekingen over de sympathische innervatie van het hart, 1946.

## Eerbetoon
- Pannier werd lid van de Koninklijke Academie voor Geneeskunde van België:
  - in 1952 corresponderend lid,
  - in 1956 effectief lid,
  - van april 1978 tot december 79 voorzitter.

## Trivia
- Pannier was een regelmatig beoefenaar van de golfsport.
- Hij ontspande zich in het beoefenen van zijn hobby's die betrekking hadden op kunst en literatuur.